# サン・フスト
サン・フスト（San Justo）は、アルゼンチンのブエノスアイレス州にある都市。大ブエノスアイレス都市圏内にあり、ラ・マタンサ行政区の政庁が立地している。
サン・フストはアルゼンチン国会議事堂の南西10㎞に位置している。商業的・文化的施設が集積しており、地域の中心的な都市である。また、国道3号線と州道4号線が交差し、地理的にも戦略的な位置にある。
アルゼンチンの詩人ペドロ・ボニファシオ・パラシオスはサン・フストで生まれた。街のメインストリートの1つは、彼のニックネームAlmafuerteにちなんで名付けられた。
サン・マルティン広場はラ・マタンサ区の中枢であり、区の主要な機関は半径4ブロック以内に立地している。

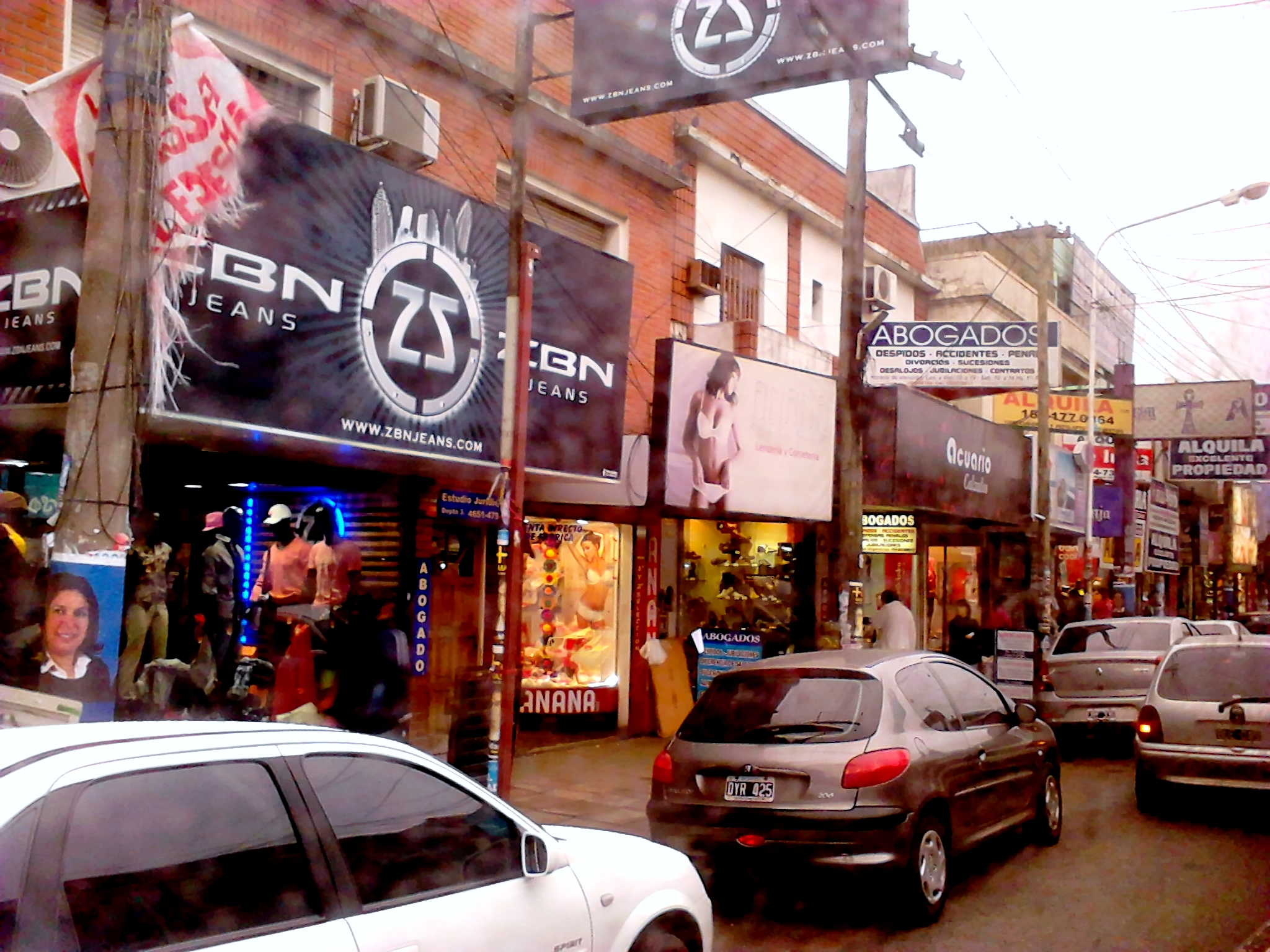
アリエタ通り

## 歴史
1852年に治安判事であったリノラゴスらがラマタンサに首都を設立するために必要な土地の最初の申請を行う。しかし、土地が与えられたのは1856年。 Justo Villegasの相続人を代表するJosé Gorchsは、彼らが所有し、コミュニティに寄付する意思のある土地に財団を設立することを提案。また、この寄付は公共サービスを提供することを目的としていることを明らかにした。
そこで彼らは自治体、教会、学校、そして治安管理を構築したという。渡された区画には、墓地、市場、住宅地の建設用の土地も含まれていた。
さらに、2万ペソの強力なペソが工事を実施するために配達された。8月5日に寄付が受け入れられ、1856年12月25日にサンフスト市が設立され、現在イタリアン病院を占有している資産の基礎が築かれた。 Justo Villegasの相続人の要請により、この都市を「San Justo」と呼ぶことが決定され、1857年1月8日に市営企業の設立が要請された。その年の3月5日、JoaquínMadariaga、Vicente Silveyra、Hilario Schoor、EmilioVillegasなどの地元住民が統合して機能し始める。
メルチョル・ロメロが村の境界確定を担当し、1857年11月13日に州の調査局によって採択されたため、スクエアリーグに限定された。市民会館はスペイン植民地時代の形で建てられ、公園と市庁舎、教会、銀行、警察署が両側にある。
経済は主に家畜と農業活動に基づいており、穀物生産が最も支配的でした。 1852年以降、牛の繁殖が羊毛含有（19世紀後半までの優勢）に取って代わられるなど、家畜の活動に関していくつか変化があった。1929年7月7日、ラマタンサ地区行政の本部である市庁舎がクロバラ市長の政権時代に竣工。

## 気候
ここ数十年の都市の成長によりヒートアイランド現象が顕著となっとおり、霜や霧の発生は著しく減少している。 サン・フストで最後に雪が降ったのは2007年7月9日である。

## 人口統計
2010年の国勢調査によると、人口は136,604人。 これは、前回の2001年の国勢調査で登録された105,274人と比較して29.8％の増加に相当する。サン・フストは、2010年のラ・マタンサ区の総人口の7.69％を占めた

## 教育

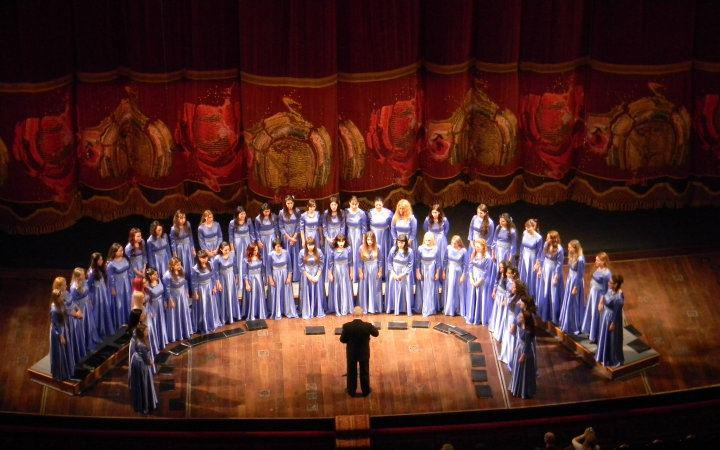
サンフスト女声合唱団

サン・フストの住民は、数多くの初等、中等、高等学校を利用している。その中で最も有名なのは、おそらく「アルマフエルテ」学校、受賞歴のある公立学校、サン・フスト教区学校である。
ラ・マタンサ大学はサン・フストにあり、現在、この地域の教育、スポーツ、文化活動の主要な中心地となっている。

## スポーツ
サン・フストには、いくつかの関連するクラブがある。アルミランテブラウンクラブの本部はサン・フストの中心にあり、ルイスメンドーサ・スポーツコンプレックスは隣接するイシドロカサノバの町にある。設立は1912年7月1日までさかのぼり、そのプロサッカーチームはアルゼンチンサッカーの第2部門であるプリメーラナシオナルに属する。1919年に設立されたサンフストソーシャルクラブと1921年に設立されたフラカンクラブもある。プリメーラD部門のリニエソーシャルスポーツクラブは、1983年からサンフストのビルガス地区にスタジアムを所有。彼らはサンにあります その近所のヴィラコンストラクトラ開発文化協会とコッコリーノサンフストクラブ、ヴィラアリダ開発協会は1950年8月に設立された。

## 著名人
- セバスティアン・ドリウシ（1996年生まれ）、サッカー選手
- ペドロ・ボニファシオ・パラシオス（1854-1917）、詩人
- Lidia Elsa Satragno （b。1935）、芸能人および政治家
- フランコ・パレデス（1999年生まれ）、サッカー選手